# Fyffe, Alabama
Fyffe.-  gradić na sjeveroistoku Alabame u okrugu DeKalb; 971 st. (2000.).  Gradić je danas najpoznatiji po godišnjem održavaju lokalnih svečanosti Fyffe U.F.O Days Festival, u sjećanju na viđenje NLO-a u veljači 1989. koji je prva zapazila vidjelica Donna Saylor. 
Svoje ime dobiva po fruli, u engl. ‚fife’.  

## Vanjske poveznice
- Balloons, Elvis to help Fyffe mark UFO sightings  Arhivirana inačica izvorne stranice od 30. rujna 2007. (Wayback Machine)
- Fyffe Alabama UFO sightings  Arhivirana inačica izvorne stranice od 30. kolovoza 2006. (Wayback Machine)